# KKBOX Podcast 風雲榜
KKBOX Podcast 風雲榜（KKBOX Podcast Awards）是串流媒體平台 KKBOX 針對 Podcast 所舉辦的頒獎典禮，為全台第一個針對 Podcast 所舉辦的頒獎典禮。目前設有兩大類獎項，第一類為依據站內 Podcast 有效收聽量累計而成的年度排行榜獎項，另一類為 Podcaster 相互票選產生的創作者年度票選獎。
第一屆 KKBOX Podcast 風雲榜於 2020 年舉辦，為邀請制的頒獎活動，受邀者為年度百大 Podcast 節目團隊及入圍創作者年度票選獎的節目。第二屆風雲榜依舊維持邀請制，並首次加入線上直播。
第二屆風雲榜新增「Podcast 業務媒合活動」，提供廣告代理商與 Podcaster 交流與合作的機會，擴展台灣 Podcast 商業模式，積極為創作者拓展收益來源。

## 歷屆頒獎典禮資訊
| 屆數 | 日期       | 主辦場地                      | 主持人                            | 轉播平台 |
| ---- | ---------- | ----------------------------- | --------------------------------- | -------- |
| 一   | 2021/03/14 | 南港瓶蓋工廠                  | Eddie ＆ Nana（童話裡都是騙人的） | 無       |
| 二   | 2022/02/26 | Corner House 角落文創展演空間 | 薛薛、阿拉斯（阿嘟你講真）        | YouTube  |

## 風雲榜獎項

### KKBOX 年度百大Podcast
年度百大 Podcast 是依據該年度1月1日到12月31日（第一屆除外）的KKBOX Podcast有效總收聽量所統計的年度排行榜獎項。所有百大節目皆獲得黑膠獎牌、KKBOX STUDIO錄音室專屬優惠。百大節目中的前十名又被列為「年度風雲 Podcast」（Podcast Of The Year）並受邀於頒獎典禮上台接受頒獎。

#### 歷屆年度風雲Podcast名單前十名
第一屆
1. 百靈果News
2. Gooaye 股癌
3. 台灣通勤第一品牌
4. 聽天下：天下雜誌Podcast
5. 好味小姐開束縛我還你原形
6. 唐陽雞酒屋
7. 姐妹悄悄話｜Sisters Talk Talk Show
8. 那些電影教我的事
9. 通勤學英文
10. 呱吉

第二屆
1. Gooaye 股癌
2. 呱吉
3. 雞來速
4. 好味小姐開束縛我還你原形
5. 媽爹講故事
6. 從前從前
7. 唐揚雞酒屋
8. 台灣通勤第一品牌
9. 百靈果 News
10. 吳淡如人生實用商學院

### KKBOX Podcast 創作者年度票選獎
本獎項是為凸顯業界觀點，所有入圍節目及獲獎節目皆由 Podcaster 相互票選產生。KKBOX Podcast 創作者年度票選獎分三種：《年度最佳節目》（Best Podcast Of The Year）、《年度最佳主持人》（Best Host Of The Year）、《年度最佳新進節目》（Best New Podcast Of The Year）入圍節目皆可獲得黑膠獎牌乙份、得獎節目皆可獲得專屬木製獎座乙份。

#### 參與資格
能夠參與票選活動的創作者資格為「擁有KKID且透過KKBOX for Podcasters上傳節目的創作者，擁有被提名的節目資格為「有將節目上架到 KKBOX 的 Podcast」，例如能夠角逐2021年度創作者票選獎的節目為2021年12月31日之前上架到KKBOX 的節目。《年度最佳新進節目》的資格則稍有不同，為「該年度將節目上架到KKBOX的Podcast」，例如能夠角逐2021年度《年度最佳新進節目》的資格為2021年1月1日至2021年12月31日上架到KKBOX 的節目。

#### 投票機制與規則
票選過程分兩階段，第一階段為提名階段，第二階段為投票階段。於提名階段期間，擁有參與資格的創作者可針對三個獎項各自投出三個節目（亦可投自己的節目），每個獎項得票數前五名的節目即為入圍名單（若票數相同則並列入圍）。於投票階段期間，擁有參與資格的創作者針對三個獎項的入圍名單各自投出一個節目，每個獎項得票數最高者即為該獎項的獲獎者（若票數相同則並列獲獎）。
| 屆數 | 年度最佳節目（Best Podcast Of The Year） | 年度最佳主持人（Best Host Of The Year） | 年度最佳新進節目（Best New Podcast Of The Year） |
| ---- | ---------------------------------------- | --------------------------------------- | ------------------------------------------------ |
| 一   | 報導者 The Real Story                    | 李菁琪律師（大麻煩不煩）                | 報導者 The Real Story                            |
| 二   | 時間的女兒：八卦歷史                     | Eddie & Nana（童話裡都是騙人的）        | 時間的女兒：八卦歷史                             |

## 獎牌
- 黑膠獎牌：在 Podcast 世界中，每個聲音都有獨一無二的價值，KKBOX Podcast 風雲榜以黑膠概念製作獎牌，象徵將節目聲音保存於其中，為該年的人氣節目留下紀錄。
- 木製獎座：每個獎座都採用實木製作，因木頭能夠長久保存，象徵著長久封存每一段珍貴的聲音，每一座獎座的木紋因為每棵樹木的紋路差異而不盡相同，象徵每一段聲音都是多元且獨一無二。

## Podcast 業務媒合活動
為使 Podcaster 增加收益，第二屆 KKBOX Podcast 風雲榜新增「Podcast 業務媒合活動」。本活動為邀請制，受邀者為該年度的百大 Podcast 節目。於媒合活動中，各大廣告代理商與 Podcaster 將針對業配方式、報價、合作模式進行交流，藉此增加創作者與廣告代理商合作的機會。